# Abd al-Aziz ibn Baz
Abd al-Aziz ibn Abdullah Bin Baz, savdskoarabski filozof, * 21. november 1912, Riad, † 13. maj 1999, Meka, Saudova Arabija. 
Rojen je bil v družini, vneti za islam, običajno pa je kot njegov rojstni datum naveden 21. november 1910. Oče mu je umrl pri treh letih, ko pa je imel trinajst let, je začel prodajati obleke na tržnici. Hkrati je predaval iz Korana, Hadisa, Fikha in Tefsira pod vodstvom Muhammada ibn Ibrahima Al ash-Sheikha, ki je bil njegov predhodnik na najvišjih religioznih položajih. Leta 1927, pri šestnajstih letih, je začel izgubljati vid in pri dvajsetih dokončno oslepel. Poznan tudi kot Sheikh Bin Baz je med letoma 1993 in 1999 veljal za velikega muftija (najvišjega verskega predstavnika) Saudove Arabije. S svojo ogromno versko razgledanostjo ter nepopustljivostjo si je prislužil visoko stopnjo ugleda med prebivalstvom. S svojim vplivom na ljudi pa je širil politiko družine Saud. Številna njegova stališča so označena za kontroverzna, vključno s temi, ki se navezujejo na kozmologijo, pravice žensk, podporo pri sporazumu Oslo itd. 

## Kariera
Od leta 1938 do leta 1952 je bil sodnik okrožja Al Kharj na priporočilo Muhammada ibn 'Abdul-Lateefa Al ash-Shaika. Leta 1992 je bil imenovan za velikega muftija in vodjo sveta višjih znanstvenikov. Bil pa je tudi predsednik ter član ustanovne skupščine Muslim World League. Leta 1981 je dobil tudi mednarodno nagrado King Faisal Prize za njegovo služenje Islamu. 

### Aktivizem
Ibn Baz je sodeloval pri številnih dobrodelnih in podobnih dejavnostih, kot: 
- Njegova podpora organizacijam Dawah in islamskim središčem v mnogih delih sveta.

- Priljubljeni radijski program Nurun Ala Darb ("luč na poti"), v katerem je razpravljal o aktualnih vprašanjih in odgovarjal na vprašanja poslušalcev ter po potrebi zagotovil fatvo.

- Ibn Baz je pozval, naj se donira denar talibanom v Afganistanu, ki so jih mnogi Savdijci v poznih devetdesetih letih 20. stoletja obravnavali kot "čiste, mlade salafijske bojevnike", ki se borijo proti uničujočim vojskovodjem.

Ibn Baz je bil plodovit govornik, tako v javnosti kot zasebno v svoji mošeji. Bil je med muslimanskimi učenjaki, ki so nasprotovali spremembi režima z uporabo nasilja. Pozival je k poslušnosti ljudi na oblasti, razen če so naročili nekaj, kar je bilo proti Bogu.  

### Dela
Število knjig, ki jih je napisal Ibn Baz, presega šestdeset in tematika zajema teme, kot so islamska dediščinska sodna praksa, tevhid (koncept nedeljive enosti monoteizma v islamu), fiqh (islamsko pravo), zakat (oblika milostinje, ki jo obravnavajo kot versko obveznost) in hadž (tradicionalno romanje v Meko). 

## Zasebno življenje
Njegove žene in otroci so živeli v soseski Shumaysi v Rijadu, v "majhni skupini sodobnih dvonadstropnih zgradb". Kot pri vseh višjih savdskih duhovnikih, je bil njegov dom darilo bogatega dobrotnika ali verske fundacije za njegovo ugledno versko delo.

### Smrt
V četrtek zjutraj, 13. maja 1999, je Ibn Baz umrl pri starosti 86 let. Pokopan je na pokopališču Al Adl v Meki. 

## Spornost
Njegova stališča in fatve (verske razsodbe) so bili kontroverzni, obsodili so jih tako militanti, liberalci in progresivci. 
Kritike glede polemike je prejel zaradi: 
- Njegove teorije glede kozmologije

- Zaplembe Velike mošeje

- Nasprotovanja širjenju ženskih pravic

- Vojne v Perzijskem zalivu

- Kritike Osame bin Ladna